# The Unidentifiable
The Unidentifiable ist ein Jazzalbum des Matthew Shipp Trio mit Michael Bisio (Bass) und Newman Taylor Baker (Schlagzeug). Die am 10. Oktober 2019 in den Park West Studios in Brooklyn entstandenen Aufnahmen erschienen im September 2020 auf ESP-Disk.

## Hintergrund
Shipp begann seine Karriere als Musiker mit dem Trio-Projekt Circular Temple (Quinton Records, 1992) mit William Parker (Bass) und Whit Dickey (Schlagzeug), zwei Künstlern, die eng mit dem Pianisten und Komponisten verbunden sind. Shipp hat darauf ein Dutzend Trio-Alben in unterschiedlichen Besetzungen aufgenommen. Sein 13. Projekt in diesem Format, The Unidentifiabe, präsentiert Shipp mit dem Bassisten Michael Bisio und dem Schlagzeuger Newman Taylor Baker, die zusammen bei Shipps The Conduct of Jazz (Thirsty Ear, 2015) und Signature (ESP-Disk, 2019) gespielt hatten. Baker spielt zwei Solonummern, „Trance Frame“ und das kurze „Virgin Psych Space“. „The Dimension“ wurde als Solo des Pianisten eingespielt.
Matthew Shipp sagte: „Das Klaviertrio ist eine so grundlegende Konfiguration im Jazz, und es ist eine Ehre, ein gut erforschtes Gebiet zu nutzen und meine Fantasie darauf anzuwenden, um zu sehen, wohin wir gehen können – es hilft, dass meine Trio-Kollegen großartig sind.“

## Titelliste
- Matthew Shipp Trio: The Unidentifiable

1. Blue Transport System 5:31
2. Trance Frame (Baker) 2:02
3. Phantom Journey 5:32
4. Dark Sea Negative Charge 6:11
5. The Dimension 3:57
6. Loop 3:39
7. The Unidentifiable 7:10
8. Virgin Psych Space 1 (Baker) 0:40
9. Virgin Psych Space 2 4:54
10. Regeneration 4:39
11. New Heaven and New Earth 10:31

Soweit nicht anders angegeben, stammen alle Kompositionen von Matthew Shipp.

## Rezeption
Das Album zeige „Mr. Shipps Vorliebe, einen fruchtbaren Boden zwischen Zugänglichkeit und Abstraktion zu finden“, schrieb Larry Blumenfeld im Wall Street Journal. Fred Kaplan zählte das Album in Slate zu den besten Neuveröffentlichungen des Jahres und fand, Shipp sei einer der kompromisslosesten Jazzpianisten, der auf Monk, Paul Bley, Cecil Taylor und Sun Ra basiere. Auf diesem Trio-Album könne man Stränge von allen [diesen Vorbildern] hören, aber es herrsche auch eine Lyrik und eine fesselnde Beseeltheit, die er nicht sehr oft zeige.
Nach Ansicht von Karl Ackermann, der das Album in All About Jazz rezensierte, nehme der produktive Matthew Shipp mit jedem weiteren Projekt die Kunstform in scheinbar unerschütterliche Höhen und schiebe die Messlatte weiter hoch. Shipp steck voller neuer Ideen, lobte der Autor, auch wenn sein Stil bekannt sei. So gebe es etwa starke Latin-Einflüsse in „Regeneration“ und „Blue Transport System“, aber in jedem Titel zeige sich Shipps einzigartiger Eklektizismus. Der Titeltrack ist eine markante Hardbop-Nummer mit starken Soli von Bisio und Baker. Mit diesem Album greife der Pianist offen auf die archäologischen Bausteine des Genres [des Klaviertrios] zurück, resümiert Ackermann. „Der unternehmungslustige Improvisator verwirft weder das Erbe noch die Theorien, die er aufgegriffen hat, sondern neigt zu dissonanten Darlegungen und weitreichenden Erweiterungen. Die Interaktionen mit Bisio und Baker sind so gut wie dies in Klaviertrios möglich ist.“ The Unidentifiable  sei eine lohnende Erfahrung und sehr zu empfehlen.
S. Victor Aaron schrieb in Something Else!, Matthew Shipp habe in seiner mehr als drei Jahrzehnte dauernden Karriere sein Handwerk ständig weiterentwickelt; er komme nach Signature und diversen Nebenprojekten mit frischer Energie zurück, was nicht zuletzt von der unglaublich bewussten Rhythmusgruppe Bisio/Taylor-Baker getragen werde. Das Titelstück swinge wie Thelonious Monk, Herbie Nichols und Phineas Newborn, Jr.; Shipps Spiel sei voller köstlicher Exzentrizitäten. Das längste und freieste Stück, die Schlussnummer „New Heaven and New Earth“ enthalte einige wilde Gruppenimprovisationen; doch wenn sie sich unerwartet von einer Richtung in die nächste bewegen, täten sie dies in vollkommener Einheit, so der Autor. „Egal wie frei oder direkt es gespielt wird, The Unidentifiable ist immer eloquent, kühn und kunstvoll. Das Matthew Shipp Trio setzt weiterhin Maßstäbe für das moderne Jazz-Trio unserer Zeit.“

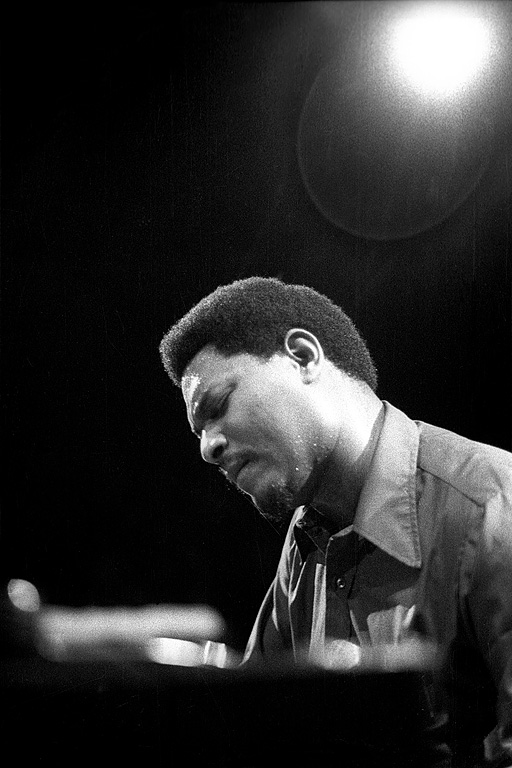
McCoy Tyner (1973), der Mitglied in John Coltranes klassischen Quartett war

Bill Meyer (Chicago Reader) meinte, Matthew Shipp könne nicht an sein eigenes Spiel gedacht haben, als er seine neueste Platte The Unidentifiable nannte. Mit seiner kraftvollen Beherrschung der tiefsten Töne des Flügels, seiner geschickten Manipulation seines Sustain-Pedals und den komplexen Harmonien, die durch seine erstaunliche Technik gepflegt werden, erhalte er einen massiven und sofort erkennbaren Klang. Wenngleich The Unidentifiable viele wichtige Momente habe, gleiche es sie mit explorativen und analytischen aus. Auf dem brütenden „Dark Sea Negative Change“ und dem abrupteren „Virgin Psych Space 2“ legten Shipp, Michael Bisio und Newman Taylor Baker die Mechanik ihrer Interaktionen offen, die auf melodischen Kontrapunkten beruhten und den rhythmischen Versuchen, Intrigen und Spannungen hervorzurufen. Und der feierliche lateinamerikanische Groove von „Regeneration“ beweise, dass Shipp mit knapp 60 Jahren immer noch bestrebt sei, Neuland zu erkunden und es sich zu eigen zu machen. Meyer wies darauf hin, dass der Titeltrack in seiner feierlichen Eröffnung und seinen quicklebendigen Angriffsverschiebungenan John Coltranes klassisches Quartett erinnere, und die plötzlich auftauchenden Lücken in Shipps Spiel an Thelonious Monk erinnern. Vielleicht sei das, was er als „nicht identifizierbar“ bezeichnen wolle, resümiert Meyer, „das, was er in diesen Meistern gehört und auf seine Weise erreicht hat – der schwer fassbare Funke, der das lebenslange Streben nach einer einzigartigen, aber sich ständig weiterentwickelnden kreativen Stimme ermöglicht.“
Nate Patrin schrieb in Stereogum, Matthew Shipps habe als Repräsentant der „jungen Jazzlöwen“ nichts von seinem Status als „elder Statesman“ verloren. Als wichtige Brücke und der bekannteste Künstler, der zwischen den Experimentatoren der 1980er-Jahre und der Welle der Wiederbelebung des 21. Jahrhunderts auftaucht, habe er sich als Komponist und Pianist genug stilistischen Präzedenzfällen und Trends widersetzt. Mit der Leitung eines traditionellen Klavier-Bass-Schlagzeug-Trios lasse Shipp die unvorhersehbaren, aber intuitiv wirkenden Stücke am tiefsten atmen. Vergleichbar sei dies mit Monks rhythmisch herausfordernder Spontaneität, etwa in „Blue Transport System“; und in seinen abstrakteren Stücken, wie den Solotracks „The Dimension“ und „Virgin Psych Space 2“ seien, Spuren von Sun Ras Streifzügen in den Free Jazz zu hören. Aber im Großen und Ganzen sei dies eine Aufzeichnung, die sich wie ein einzigartiges Selbst anfühlt, das die Kräfte der Natur parallel zu seinem künstlerischen Denkprozess nutze.
Die Redaktion von JazzTimes listete das Album auf Rang 22 der besten Neuveröffentlichungen des Jahres.
Matthew Shipp, der eine zutiefst kreative Karriere in der improvisierten Avantgarde hinter sich habe, sei schon immer ein Außenseiter gewesen, schrieb Nate Chinen in Take Five bei WBGO – ganz er selbst und nicht die Art von Künstler, die lange genug stillsteht, damit irgendjemand ihm ein Denkmal setzen könnte. The Unidentifiable sei ein mitreißendes Trio-Album.